# 天国少女
《天国少女》是1987年至1994年间在白泉社发行的少女漫画杂志《LaLa》上连载的少女漫画，原名直译为“花季青少年”。于2009年4月被改编为TV动画，在NHK卫星第2频道首期播出，2010年2月完結，共39话。

## 本作概要
原作者树夏实作为出道较早的漫画家，国内读者或许有不少是从1997年发行的OVA《出云传奇》以及2006年的TV动画《兽王星》中得知她的名字。由于她的作品在前两次动画化的时候篇幅都比较短，在剧情展开等方面都有些捉襟见肘，所以此次她在个人博客上表示对《天国少女》预定三个季度的长度感到非常欣慰。此次动画版将由《火影忍者》、《死神》等长篇系列动画的制作公司Studio Pierrot负责制作。《蝉鸣之时》、《纯情罗曼史》的监督今千秋出任本片的监督。25集之後改由《夢幻遊戲》、《史上最強弟子兼一》龜垣 一督導。由森川智之、远藤绫、福山润、小野大辅、浪川大輔等当红人气声优为主要角色担任配音。

## 人物介绍

### 主人公相关
花鹿・路易莎・陆深・伯斯华斯（声：远藤绫／台灣：林佑俽）
本作主人翁，出场年龄14歳，茶髮银瞳的开朗美少女，世界级大财团–伯斯华斯家的独生女。
化名陆深花鹿，從小聘家教自學在日本短期住一個月就读寅之助学园，結識同班同學山手由依成為好友。
很喜欢方立人送的一只名叫莫斯塔法的白豹。
2歳时，因為被綁架，母親為保護她而喪命，便被带到加勒比海的孤岛上和一群原住民过着与世隔绝的生活。
在父亲的要求下进行了一场选夫游戏，与来自世界各地的三个优秀青年相知相识，以选择能够守护自己一生的丈夫。
真实身份是马哈特的孙女，拉吉尼王国王位第一顺承人。因而介入一場皇室傳位戰爭。
混血儿，母亲为日本人。在第三集與尤金相遇時有說明。
流着拉吉尼皇室的血（祖父为马哈帝·拉吉尼）。
方立人（声：森川智之、井上麻里奈（幼少）／台灣：李世揚）
出场年龄19歳，年纪轻轻已是新加坡大财团–方家的领导人。
花鹿的青梅竹马。
自幼接受歐美英才教育，各方面亦很优秀。
经常穿長袍，会用暗器（涂了麻醉剂的银针）。
因为太过成熟，让寅之助有一种自己是娃娃脸的自卑感。
因为喜欢花鹿，对尤金极看不上眼。
寅之助・V・芳贺（声：柿原彻也／台灣：張哲誠）
出场年龄17歳，花鹿的贴身保镖。
很擅长柔道。
对他人用敬语说话。
山手由依（声：松来未佑／台灣：郭馨雅）
花鹿于寅之助学园的好朋友。

### 邦茲華斯一族
哈利・邦茲華斯（声：鄉田穗積／台灣：何志威）
花鹿的父亲，疼爱花鹿，要求花鹿进行一场选夫游戏的人。
聪明而称重的企业家。
凯萨琳及普雷多・邦茲華斯之子，实际上亲生父亲为瑪哈地·拉吉尼（路瑪帝的祖父）。
凯萨琳・邦茲華斯（声：久保田民绘／台灣：林佑俽）
已死亡，花鹿的祖母及哈利的母亲。
年轻时在俱樂部唱歌是个一头金发的美女。
因為意外在街上救了來美國參加會議卻招英國派人追殺的瑪哈地皇太子，而展開一段奇異的戀情。後來為瑪哈地生下一個男孩，本想獨自扶養，但受普雷特追求照顧。
尽管和普雷多结婚，却一直深爱瑪哈地·拉吉尼。
普雷多林・邦茲華斯（声：千田光男／台灣：何志威）
花鹿的祖父（实际上为义祖父）及哈利的父亲（实际上为义父）。
为小说家，通称“普雷多（フレド）”。
一直喜欢凯萨琳。雖然知道凱薩琳愛的是瑪哈地仍然娶她照顧她一生。
结婚后与凯萨琳的爱情不是激情，而是安静地彼此尊敬。

### 候選丈夫
路瑪帝·伊凡·戴·拉吉尼（声：浪川大辅／台灣：李世揚）
出场年龄14歳，三个候選丈夫之一，拉吉尼王国的第二王子，深綠色的頭髮和深藍色的眼睛，和先祖父马哈帝·拉吉尼(声：浪川大辅)拥有一模一样的外表。
个性骄傲自大，但亦很正直、温柔、善良，天生王者。
自幼在宮廷長大被他人溺爱着，不食人間煙火，所以对他人采取命令式口气。
在香港偶遇花鹿，因與花鹿一起逃離追殺，患難中喜欢上花鹿，因而摘下頭巾对她求婚。
很喜欢自己卧病在床的大哥（皇太子）。實際上跟花鹿是堂姐弟關係。
因為王位繼承引起一連串的追殺,直到一次魯莽的出走被黑社會綁架至亞特蘭大要交給王室當權派偷渡回拉吉尼，立人為救他受傷才改變覺悟，繼承王位戰爭由他宣告揭起白熱化序幕，最後登上王位。
尤金・亞歷山大・德・沃尔康（声：小野大辅／台灣：賀宇傑）
出场年龄19歳，三个候選丈夫之一，博尔康家的三子。
銀髮金色的眼睛，起初被花鹿称之为“莫斯塔法”（白豹的名字）。
拥有惊为天人的容貌，但是因為幼年家庭問題，生父是自己已死的叔父，母親是自己祖母遠親，有著美貌而被爵爺利用權勢強娶來傳宗接代的，強迫生出尤金後，就跳樓自殺。導致个性很腹黑，對男女情事遊戲人間，而導致三名女性為他自殺，但本人卻是思想灰暗，一直想二十歲生日跳樓自殺。
在餐館外偶遇花鹿，花鹿以為已死的愛豹靈魂轉附在他身上，所以對他緊追不捨，花鹿追隨他回到他家，從管家口中知道了一切，花鹿直率的開導，而愛上花鹿，对立人极看不上眼。
卡爾・羅善塔爾（声：福山润／台灣：何志威）
出场年龄20歳，三个候選丈夫之一，和邦茲華斯家对立的羅善塔爾家的獨子。母親是陪酒侍女因錢嫁給大三十歲的羅芝泰爾，一年後生下卡諾離婚，上有三個地獄女人的同父異母只會花費愚笨的姐姐，自小受盡欺負，所以討厭女人。
金髮和水藍色的眼睛，于哈佛大学以优秀的成绩毕业，為得父親寵愛而表現不择手段的企业家。事實羅善塔爾企業在此時已靠卡爾支撐。
在旅館因與花鹿同搭電梯，碰巧電梯故障，引發因小时候掉在井里罹患幽闭恐惧症而暈厥，而受花鹿所救。之後與花鹿相處受到花鹿純真直率個性吸引。有一天因為尤金的事來找卡爾，結果又遇上卡諾的姐姐們因為卡爾削減她們的零用金來挑釁，趁亂時關掉卡諾住處的總開關意圖讓卡爾病發，幸好花鹿點亮打火機並趕跑了卡爾的姐姐們，卡爾因此愛上花鹿。後來甚至為保護花鹿不惜與自己父親對立，隱瞞花鹿的身世。
曾對立人說過，有一天會對花鹿求婚。

### 拉吉尼王国
瑪哈地·拉吉尼
曾經討厭白人，但凱瑟琳讓他覺得很不一樣。因而與她相愛並求婚更將象徵正妃的戒子贈與凱瑟琳。
離開美國時將凱瑟琳託付與普雷多。
路瑪帝擁有和他一模一樣的外表，是拉吉尼的先王。
眼淚如珍珠一般，與母親的約定 女人是很脆弱的，要好好保護。不能動手打女人 。
加比
瑪哈帝的侍从，常常伴在殿下左右。
性格單純簡單，一心效忠馬哈特為重責大任。
索曼多·拉吉尼爾（声：山中真尋／台灣：林協忠）
拉吉尼王國的皇太子，皇位繼承人之一，是路瑪帝的哥哥。
個性怕事、多疑、懦弱，曾命令诺威刺杀路马特。
昆紮・哈菲茲（声：子安武人／台灣：賀宇傑）
路瑪帝侍从之一、沙利的哥哥。
性格忠心、有智慧、鎮靜，現於索曼多陛下（路瑪哈帝的哥哥）身旁，策劃一場皇室內部清君側的血腥革命。
武功更在娜潔拉之上。
以撒・诺威（声：土田大／台灣：何志威）
拉吉尼王国的近卫军官。
出场时是少尉，曾想刺杀路瑪帝殿下，最终下不了手，反因救路瑪帝而负伤。
在结局晋升为大尉。
沙利・哈菲茲（声：入野自由／台灣：江志倫）
路瑪帝侍从之一、昆紮的弟弟。
性格善良正直，最敬爱的人是诺威。
娜潔拉（声：新井里美／台灣：郭馨雅）
拉吉尼王國的公主，皇位繼承人之一，是路瑪帝及索曼多的堂姐妹。
在拉吉尼王國是擁有預知能力的神女。
個性潑辣、自負，對皇位沒有興趣。和花鹿是完全相反的存在，劍術及外貌均非常優秀。
莉莉加（声：五十嵐麗／台灣：郭怡心）
拉吉尼王國的王族，娜潔拉的母親。
少數知道哈利是瑪哈地·拉吉尼非婚子真相的人。

### 方氏一族
曹望青（声：诹访部顺一／台灣：何志威）
立人的秘書，對他敬愛与忠心耿耿。
方东旋（声：梅津秀行／台灣：賀宇傑）
方一族五元老會的一員，由於親近羅善塔爾一族，不喜歡親近邦茲華斯家的立人。

## 制作人員
- 原作：樹なつみ
- 導演：今千秋
- 系列構成：池田真美子
- 美術監督：笠井美枝
- 攝影監督：松本敦穂
- 音響監督：高桑一
- 人物設定：楠本祐子
- 編集：松村正宏
- 制作統籌：柏木敦子、柴田裕司、本間道幸
- 動畫制作：Studio Pierrot
- 聲優：遠藤綾、森川智之、浪川大輔、小野大輔、福山潤等

## 主题歌
片头曲
《CHANGE》
作词：J-Min／作曲·编曲：小林孝至／演唱：J-Min
片尾曲
《One》
作词：松本有加／作曲：井上慎二郎／编曲：小林孝至／演唱：J-Min

## 電視動畫各集標題
1 聖潔少女 / 純真的少女
2 輪迴之愛
3 難眠之夜
4 漫漫長夜的拂曉
5 相遇~再會 / 邂逅與重逢
6 純淨之心
7 為誰而想 / 為誰而立的心願
8 諾言 / 誓約
9 不變之事 / 永恆的事物
10 cross days / 交錯的歲月
11 愛的形式
12 一個人
12.5  寅之助的保鏢日記
13 太陽之國
14 溫暖
15 月下的巫女
16 自尊心
17 傳達不到的感情
18 敵對
19 無法壓抑的感情
20 轉折點
21 無法忘卻的日子 / 難忘的日子
22 repose / 休息
23 訣別
24 困惑
25 無法填埋的碎片 / 難以填補的缺口
25.5  曹的拉及內極密文件
26 傀儡
27 重鏈 / 沉重的枷鎖
28 交錯的彼端 / 差肩而過的未來
29 命運齒輪之中
30 無法止步
31 道不同不相為謀
32 謊言與真實
33 禍根
34 凱旋
35 拉開千年的幕布
36 直到永遠
37 因為愛
38 刻骨銘心的話語
39 約定的天空
39.5  立人的回憶錄